# Chūōkōron
Chūōkōron (中央公論?  Revista Central) es una revista literaria (sōgō-zasshi 総合雑誌, literalmente, revista general) mensual japonesa fundada durante el periodo Meiji y que sigue publicándose hasta la fecha. La editorial es Chūōkōron Shinsha, y su sede se encuentra en Tokio.

## Historia
El primer número de la revista fue publicado en enero de 1887 en Kioto bajo el título de Hanseikai Zasshi (反省会雑誌?), por obra de la Hanseikai (反省会 Sociedad de Revisión?), un grupo literario formado por profesores y alumnos de la Universidad de Ryūkoku. En 1899, la revista fue renombrada a Chūōkōron.
Pronto se convirtió en una de las principales revistas de interés general de Japón. La revista ha sido reconocida por haber influido profundamente en varios intelectuales japoneses. El escritor Ryōtarō Shiba ha afirmado que la historia de la revista corresponde a la historia del mismo Japón moderno.
La revista publica una amplia variedad de obras, entre novelas, fotografías e informes sobre varias áreas, como la filosofía, la economía, la política, la cultura y la sociedad.
Entre 1985 y 1988, Motohiro Kondo trabajó como editor jefe de la revista.
Entre los colaboradores más célebres de la revista, se encuentran la princesa Kikuko Takamatsu, Tama Morita, Jun'ichirō Tanizaki, Tōson Shimazaki, Shōfu Muramatsu, su nieto Tomomi Muramatsu, Yaeko Nogami, Tomoyoshi Murayama, Motojirō Kajii, Sakuzō Yoshino, Nanami Shiono, Shichirō Fukazawa y Masao Horino.
En 2006, la circulación de Chūōkōron fue de 40 975 ejemplares.